# Tadeusz Śliwa
Tadeusz Śliwa (ur. 11 listopada 1925 w Wysokiej Strzyżowskiej, zm. 17 czerwca 2024 w Przemyślu) – polski ksiądz katolicki i historyk, profesor.

## Życiorys
Ks. Tadeusz Śliwa urodził się w Wysokiej Strzyżowskiej, 11 listopada 1925 jako syn Stanisława i Bronisławy z domu Zimny. Uczęszczał do miejscowej szkoły ludowej (kończąc w niej trzy klasy), następnie od klasy czwartej uczęszczał w Strzyżowie (przerywając naukę ze względu na śmierć ojca i kłopoty zdrowotne). Edukację ukończył w 1940/41 zdobyciem świadectwa ukończenia klasy siódmej. Podczas okupacji włączył się w działalność konspiracyjną w szeregach Armii Krajowej. Od 1941 r. uczęszczał do trzyletniego Gimnazjum w Strzyżowie, a w czerwcu 1944 r. złożył egzamin maturalny, po którym pracował w miejscowej Składnicy Kółek Rolniczych.
W 1947 r. wstąpił do Wyższego Seminarium Duchownego w Przemyślu, 22 czerwca 1952 r. (po pięciu latach studiów) w przemyskiej katedrze przyjął święcenia kapłańskie z rąk bpa Franciszka Bardy. Po święceniach posługiwał jako wikariusz w parafiach: Raniżowie (1952–1953) i Hyżnem (1953-1956). Od 1956 rozpoczął studia specjalistyczne z zakresu historii Kościoła na Wydziale Teologicznym Katolickiego Uniwersytetu Lubelskiego, uzyskując w maju 1962 r. stopień naukowy doktora na podstawie pracy napisanej pod kierunkiem ks. prof. Mieczysława Żywczyńskiego Diecezja przemyska w połowie XVI wieku. W tym samym roku dzięki rozprawie Skład osobowy Kapituły przemyskiej w początkach XVII wieku otrzymał stopień magistra nauk humanistycznych (mgr – 1962, promotor: Jerzy Kłoczowski). Po powrocie do rodzimej przemyskiej diecezji pracował początkowo jako wikariusz w Trześniowie (1963–1964), następnie w Rzeszowie-Staromieściu (1964–1965), a od 1965 r. był wykładowcą historii Kościoła w Wyższym Seminarium Duchownym w Przemyślu do 2000 r. Wykładał historię i patrologię oraz metodykę pracy naukowej, prowadził również seminarium naukowe.
W latach 90. na Wydziale Historii Kościoła Papieskiej Akademii Teologicznej w Krakowie wykładał na kursie magistranckim dzieje Kościoła Wschodniego. Przebywał na urlopie naukowym w Rzymie (1969–1971).
Należał do kilku organizacji o charakterze naukowym: Towarzystwa Naukowego KUL, Instytutu Geografii Historycznej Kościoła KUL, Rady Naukowej Instytutu Ekumenicznego KUL, Polskiego Towarzystwa Teologicznego i Towarzystwa Przyjaciół Nauk w Przemyślu. W latach 1972–1982 był dyrektorem biblioteki seminaryjnej, a w latach 1976–1979 r. biblioteki diecezjalnej. Zajmował się historią Kościoła. Był redaktorem naczelnym pisma „Premislia Christiana” (Przemyśl od 1988). Towarzystwo Przyjaciół Nauk w Przemyślu w 2017 r. nadało mu tytuł honorowego członka. Przez wiele lat był kapelanem Sióstr Albertynek oraz duszpasterzem w Domu Pomocy Społecznej na Bakończycach w Przemyślu.
Zmarł 17 czerwca 2024 r. w Przemyślu, pogrzeb ks. prof. Śliwy odbył się 19 czerwca 2024 roku, w rodzinnej parafii pod wezwaniem św. Józefa w Wysokiej Strzyżowskiej pod przewodnictwem abpa przemyskiego Adama Szala. W pogrzebie uczestniczyli m.in. kapłani oraz bp Józef Dąbrowski (z Kanady) i bp Marian Buczek (z Ukrainy).

## Publikacje
- Z chałupy w świat: losy potomków Franciszki i Mieczysława Bartmińskich w osiemdziesięciolecie ich ślubu, Przemyśl: Tadeusz Śliwa 2014, ISBN 9788393967834
- Błogosławiony ks. Bronisław Bonawentura Markiewicz (1842-1912), Przemyśl: Tadeusz Śliwa 2014, ISBN 9788393967803
- Błogosławiony ks. Jan Wojciech Balicki (1869-1948), wyd. 2 poszerz., Przemyśl: Tadeusz Śliwa 2015, ISBN 9788393967810
- Diecezja przemyska w połowie XVI wieku, Przemyśl: Wydawnictwo Archidiecezji Przemyskiej 2015, ISBN 9788364989117
- Kolegium prałatów i kanoników rzymskokatolickiej kapituły przemyskiej w latach 1500-1525, Przemyśl: Południowo-Wschodni Instytut Naukowy 2016, ISBN 9788360374290